# Elena Cotta
Elena Cotta, née le 19 août 1931 à Milan, est une actrice italienne.

## Filmographie
- 1970 : Mes mains sur ton corps de Brunello Rondi
- 2013 : Via Castellana Bandiera d'Emma Dante
- 2019 : L'Invraisemblable Légèreté d'Oscar de Marco Bonfanti

### Distinctions
- Mostra de Venise 2013 : Coupe Volpi pour la meilleure interprétation féminine pour Via Castellana Bandiera

## Voix françaises
- Frédérique Cantrel dans L'Invraisemblable Légèreté d'Oscar (2019)